# Залесье (Владимирская область)
Залесье — деревня в Гусь-Хрустальном районе Владимирской области России, входит в состав муниципального образования «Посёлок Великодворский».

## География
Деревня расположена на берегу речки Нинур в 9 км на север от центра поселения посёлка Великодворский и в 41 км на юг от Гусь-Хрустального.

## История
В XIX — начале XX века деревня входила в состав Парахинской волости Касимовского уезда Рязанской губернии, с 1926 года — в составе Гусевского уезда Владимирской губернии. В 1859 году в селе числилось 33 двора, в 1905 году — 119 дворов, в 1926 году — 180 дворов.
С 1929 года деревня являлась центром Залесского сельсовета Гусь-Хрустального района, с 1935 года — в составе Уляхинского сельсовета Курловского района, с 1963 года — в составе Гусь-Хрустального района, с 2005 года — в составе муниципального образования «Посёлок Великодворский».

## Население
| 1859 | 1897 | 1905 | 1926 | 2002 | 2010 | 2021 |
| ---- | ---- | ---- | ---- | ---- | ---- | ---- |
| 295  | ↗643 | ↗655 | ↗878 | ↘172 | ↘122 | ↘88  |